# Glicogen
El glicogen o glucogen és un polisacàrid de reserva energètica dels animals, fongs i bacteris. Està format per cadenes ramificades de glucosa unides per enllaços glicosídics α-1,4. És soluble en aigua, en la qual forma dispersions col·loidals. Al nostre organisme, el glicogen pren protagonisme en dos òrgans en determinat: al fetge i al múscul. El glicogen al fetge s'encarrega de regular els índexs de glucosa en sang (1 g / L). En canvi, al múscul allibera energia química en forma d'ATP.

## Estructura

Ramificació del glicogen.

La seva estructura s'assembla a la de l'amilopectina en el midó, encara que molt més ramificada que aquesta. Està formada per diverses cadenes que contenen de 12 a 18 unitats de -glucoses formades per enllaços glicosídics 1,4; un dels extrems d'aquesta cadena s'uneix a la següent cadena mitjançant un enllaç 1,6-glicosídic, tal com succeeix en l'amilopectina.
Una sola molècula de glicogen pot contenir més de 120.000 molècules de glucosa.
La importància que el glicogen sigui una molècula tan ramificada és a causa que:
- La ramificació augmenta la seva solubilitat.
- La ramificació permet l'abundància de residus de glucosa no reductors que seran els llocs d'unió dels enzims glucogen fosforilasa i glucogen sintetasa, és a dir, les ramificacions faciliten tant la velocitat de síntesi com la de degradació del glicogen.[4]

El glicogen és el polisacàrid de reserva energètica en els animals que s'emmagatzema al fetge (10% de la massa hepàtica) i als músculs (1% de la massa muscular) dels vertebrats. A més, poden trobar-se petites quantitats de glicogen a certes cèl·lules glial del cervell.
Gràcies a la capacitat d'emmagatzemament de glicogen, es redueixen al màxim els canvis de pressió osmòtica que la glucosa lliure ocasionaria tant en l'interior de la cèl·lula com en el medi extracel·lular.
Quan l'organisme o la cèl·lula requereixen una aportació energètica d'emergència, com en els casos d'estrès o alerta, el glicogen es degrada novament a glucosa, que queda disponible per al metabolisme energètic (glicòlisi i cicle de Krebs).
Al fetge la conversió de glucosa emmagatzemada en forma de glicogen a glucosa lliure en sang, està regulada per l'hormona glucagó i adrenalina. El glucogen hepàtic és la principal font de glucosa sanguínia, sobretot entre àpats. El glucogen contingut als músculs és per proveir d'energia el procés de contracció muscular.
El glucogen s'emmagatzema dins de vacúols al citoplasma de les cèl·lules que l'utilitzen per a la glicòlisi. Aquests vacúols contenen els enzims necessaris per a la hidròlisi de glicogen a glucosa.

## Metabolisme

### Glicogenogènesi
La síntesi de glicogen a partir de glucosa s'anomena glicogenogènesi i es produeix gràcies a l'enzim glucogen sintetasa. L'addició d'una molècula de glucosa al glucogen consumeix dos enllaços d'alta energia: una de procedent de l'ATP i una altra que procedeix de l'UTP.
La síntesi del glucogen té lloc en diversos passos:
- En primer lloc, la glucosa és transformada en glucosa-6-fosfat, gastant una molècula d'ATP.

Glucosa + ATP → glucosa-6-P + ADP
- A continuació es transforma la glucosa-6-fosfat en glucosa-1-fosfat

Glucosa -6-P → glucosa-1-P
- Es transforma la glucosa-1-fosfat en UDP-glucosa, amb la despesa d'un UTP.

Glucosa -1-P + UTP → UDP-glucosa + PPi
- La glicogen sintetasa va unint UDP-glucosa per formar el glucogen.

(Glucosa)n + UDP-glucosa → (glucosa)n+1 + UDP
- Per una reacció de ruptura de les trioses passa a fructosa 1-6 difosfat a fosfat d'hidroxicetona (o a gliceraldehid-3 fosfat).

### Glicogenòlisi
A causa de l'estructura tan ramificada del glicogen, permet l'obtenció de molècules de glucosa en el moment que es necessita. L'enzim glicogen fosforilasa va traient glucoses d'una branca del glucogen fins a deixar 4 molècules de glucosa en la branca, la glicantransferasa pren tres d'aquestes glucoses i les transfereix a la branca principal i finalment, l'enzim desramificant treu la molècula de glucosa sobrant en la reacció.
En la glicogenòlisi participen dos enzims:
- La glucogen fosforilasa, que catalitza la fosforòlisi o escissió fosforolítica dels enllaços alfa 1-4 glicosídics, que consisteix en la separació seqüencial de restes de glucosa des de l'extrem no reductor, segons la reacció:

(Glucosa) n + Pi3 → (Glucosa) n-1 + glucosa-1-P.
Aquesta reacció és energèticament més favorable per a la cèl·lula si es compara amb la hidròlisi.
- Enzim desramificant del glucogen. La glicogen fosforilasa no pot escindir els enllaços O-glicosídics en alfa(1-6). L'enzim desramificant del glucogen té dues activitats: alfa(1-4) glicosil transferasa que transfereix cada unitat de trisacàrid en l'extrem no reductor i també elimina les ramificacions pels enllaços alfa 1-6 glicosídics:

Glucosa-6-P. + H₂O₂ → glucosa + Pi

### Regulació de la glicogenogènesi i la glicogenòlisi
La regulació del metabolisme del glucogen s'executa a través dels dos enzims; la glucogen sintetasa que participa en la seva síntesi, i la glicogen fosforilasa en la degradació.
- La glicogen sintetasa té dues formes: glicogen sintetasa I (independent de la presència de glucosa 6 fosfat per a la seva acció), que no està fosforilada i és activa, i la glicogen sintetasa D (dependent de la presència de glucosa 6 fosfat per a la seva acció), que està fosforilada i és menys activa.
- L'altre enzim, la glucogen fosforilasa, també té dues formes: glicogen fosforilasa b, menys activa, que no està fosforilada i la glicogen fosforilasa a, activa, que està fosforilada.

Tant la glicogen sintetasa com la glicogen fosforilasa es regulen per un mecanisme de modificació covalent.
Les hormones adrenalina i glucagó activen les proteïnes quinases que fosforilen ambdós enzims, provocant activació de la glucogen fosforilasa, estimulant la degradació del glucogen; mentre que la glucogen sintetasa disminueix la seva activitat, el que inhibeix la síntesi de glucogen.
L'hormona insulina provoca la desfosforilació dels enzims, en conseqüència la glucogen fosforilasa es fa menys activa, i la glucogen sintetasa s'activa, el que afavoreix la síntesi de glicogen.
És a dir, que hormones com l'adrenalina i el glucagó afavoreixen la degradació del glucogen, mentre que la insulina estimula la seva síntesi.

### Trastorns metabòlics
Les glicogenosis o trastorns del metabolisme del glucogen són un conjunt de nou malalties genètiques, la majoria hereditàries, que afecten la via de formació del glucogen i les de la seva utilització.